# Патрік Каллан
Патрік Каллан (англ. Patrick Callan, 6 жовтня 1999) — американський плавець.
Учасник Олімпійських Ігор 2020 року.
Призер Чемпіонату світу з плавання серед юніорів 2017 року.